# 武秋芳
武秋芳（Vũ Thu Phương，1985年10月8日—）是越南著名的女演员和模特。

## 影视作品

### 電視劇
- 廣告公司的愛情故事 (2008)
- 不情願的女孩 (2009)
- 谍海风云 (2010)
- 上游願望 (2011)

### 電影
- 武林傳奇 (2007)
- 煉獄 (2010)